# Rätzlingen (Niedersachsen)
Rätzlingen ist eine Gemeinde inmitten der Lüneburger Heide im Landkreis Uelzen, Niedersachsen. Die Gemeinde Rätzlingen gehört zur Samtgemeinde Rosche.

## Geschichte, Lage, Gliederung
Die Gemeinde wurde urkundlich erstmals im Jahre 1032 unter der Bezeichnung Restinge erwähnt. 
Der Ort ist gekennzeichnet durch landwirtschaftliche Betriebe und Nebenerwerbsbetriebe. Rätzlingen als Kirchen- und Schulgemeinde hat sich überwiegend zu einer Wohngemeinde entwickelt. Die Grundschule Rätzlingen wurde im Sommer 2014 geschlossen.
Die Gemeinde Rätzlingen besteht nur aus dem Dorf Rätzlingen und ist somit eine der wenigen Gemeinden in Niedersachsen, die bei der Gemeindereform 1972 nicht mit anderen Gemeinden zusammengelegt worden ist.

## Politik

### Gemeinderat
Der Rat der Gemeinde Rätzlingen setzt sich aus sieben Mitgliedern zusammen. Die Ratsmitglieder werden durch eine Kommunalwahl für jeweils fünf Jahre gewählt.
Bei der Kommunalwahl 2021 ergab sich folgende Sitzverteilung:
- Wählergemeinschaft Rätzlingen (WGR): 7 Sitze

### Bürgermeister
Bürgermeister ist Uwe Burmester (Wählergemeinschaft Rätzlingen). Zum Gemeindedirektor hat der Gemeinderat den Samtgemeindebürgermeister Michael Widdecke ernannt.

### Wappen
Das Wappen der Gemeinde Rätzlingen ist in grün, eine eintürmige silberne Kirche in Vorderansicht, oben beseitet von einem leicht schräg aufwärts gestellten silbernen Eichenblatt und einem ebenfalls leicht schräg aufwärts gestellten silbernen Rohrkolben mit zwei Blättern.

### Gemeindepartnerschaften
Es besteht eine Partnerschaft zum Ortsteil Rätzlingen der Stadt Oebisfelde-Weferlingen im Landkreis Börde in Sachsen-Anhalt.

## Kultur und Sehenswürdigkeiten
- St. Vitus (Rätzlingen), Kirche aus dem 19. Jahrhundert mit Schnitzaltar. Zur Kirchengemeinde gehören die Kapellengemeinden Riestedt, Stöcken, Hanstedt II und die Filialgemeinden Rassau, Schliekau und Gansau. Die Kapellengemeinden waren bis Ende 2008 rechtlich selbständig und bilden seit 2009 eine gemeinsame Kirchengemeinde. Wann die Kirchengemeinde Rätzlingen gegründet wurde, ist nicht genau zu datieren.

## Persönlichkeiten
- Otto Gilbert (1839–1911), Bibliothekar und Althistoriker
- Heinrich Schulze (1883–1977), Pferdeknecht, Ziegeleiarbeiter, Heimatdichter. Nach ihm wurde die Dichter-Schulze-Straße benannt.[4]